# Сэндхэген, Кори
Ко́ри Дже́ймс Сэндхэ́ген (англ. Cory James Sandhagen, род. 20 апреля 1992 года, Орора, штат Колорадо, США) — американский боец смешанных боевых искусств, выступающий под эгидой UFC в легчайшей весовой категории.
Занимает 4 строчку официального рейтинга UFC в Легчайшем весе.

## Биография
В молодости Сэндхэген играл в баскетбол. В конце концов у него появился интерес к боевым видам спорта. Сначала он начал заниматься кикбоксингом, в котором завоевал несколько титулов WKA. После завоевания титула чемпиона мира WKA, Сэндхэген начал заниматься смешанными единоборствами.

## Смешанные единоборства

### Начало карьеры
Первые пять боёв Сэндхэген провёл в региональных промоушенах, как правило в Колорадо. Во всех этих боях он одержал победы, два боя завершились досрочно.
Сэндхэген дебютировал в Legacy Fighting Alliance 24 февраля 2017 года на LFA 5 против Джамалла Эммерса, проиграв бой единогласным решением судей. Его следующий бой был 17 октября 2017 года против Луиса Антониу на LFA 24, в котором он одержал победу техническим нокаутом в первом раунде. Последнее появление Сэндхэгена в Legacy Fighting Alliance состоялось 19 января 2018 года на LFA 31, где он победил Хосе Агайо техническим нокаутом в первом раунде.

### Ultimate Fighting Championship
Сэндхэген дебютировал в промоушене 27 января 2018 года на UFC on Fox: Jacaré vs. Brunson 2 против Остина Арнетта. Он одержал победу техническим нокаутом во втором раунде.
Следующий бой он провёл против Иури Алкантары на UFC Fight Night: Gaethje vs. Vick. Кори одержал победу техническим нокаутом во втором раунде. Бойцы получили награду «Лучший бой вечера».
Сэндхэген должен был встретиться с Томасом Алмейдой на UFC Fight Night: Cejudo vs. Dillashaw. Однако позже было объявлено, что вместо него Сэндхэген встретится на с Джоном Линекером. 10 января Линекер был вынужден отказаться от боя из-за травмы ребра. Его заменил дебютант Марио Баутиста. Кори одержал победу болевым приёмом в первом раунде.
Бой с Линекером был перенесен и в конечном итоге состоялся 27 апреля 2019 года на UFC Fight Night: Jacaré vs. Hermansson. Сэндхэген одержал победу раздельным решением судей.
Сэндхэген встретился с Рафаэлем Асунсаном 17 августа 2019 года на турнире UFC 241 и одержал в нём победу единогласным решением судей.
Кори должен был биться с Фрэнки Эдгаром на UFC Fight Night: Blaydes vs. dos Santos. Однако UFC решили дать Эдгару бой месяцем ранее против Чон Чхан Сона, а Сэндхэгена при этом из карда убрали вообще.
6 июня 2020 Сэндхэген встретился с Алджамейном Стерлингом на UFC 250. По словам Дэйны Уайта, победитель этого боя становится первым претендентом на титул в легчайшей весовой категории. Кори потерпел поражение удушающим приёмом.
11 октября 2020 в главном бою вечера на UFC Fight Night 179 Сэндхэген встретился с Марлоном Мораисом. Сэндхэген одержал победу техническим нокаутом и получил премию «Выступление вечера».
6 февраля 2021 на UFC Fight Night 184 Сэндхэген встретился с бывшим чемпионом UFC в легком весе Фрэнки Эдгаром, где одержал досрочную победу в первом раунде, летящим коленом в голову и получил премию «Выступление вечера».
24 июля 2021 года Сэндхэген проиграл Ти Джей Диллашоу раздельным решением судей в пятираундовом главном событии UFC Fight Night: Sandhagen vs. Dillashaw.
30 октября 2021 года Сэндхэген проиграл Петру Яну единогласным решением судей в пятираундовом бою за временный титул чемпиона UFC в легчайшем весе на турнире UFC 267: Blachowicz vs. Teixeira. Бой был признан лучшим боем вечера.
17 сентября 2022 года Сэндхэген победил Сун Ядуна техническим нокаутом в четвёртом раунде главного события UFC Fight Night: Sandhagen vs. Song. Бой был остановлен по решению врача из-за травмы глаза Суна.
25 марта 2023 года Сэндхэген одержал победу над Марлоном Верой раздельным решением судей в пятираундовом главном событии UFC Fight Night: Vera vs. Sandhagen. Сэндхэген доминировал в большинстве раундов, используя свою антропометрию и разнообразие ударов. Один из судей отдал раунды Вере со счетом 48-47, но двое других поставили 50-45 и 49-46 в пользу Сэндхэген.

## Личная жизнь
Помимо карьеры в смешанных единоборствах, Сэндхэген работает неполный рабочий день в травматологическом центре для детей. Он также преподает смешанные боевые искусства в High Altitude Martial Arts в Ороре, штат Колорадо.

## Титулы и достижения

### Смешанные единоборства
- Ultimate Fighting Championship
  - Обладатель премии «Лучший бой вечера» (один раз) против Иури Алкантары[4].
  - Обладатель премии «Выступление вечера» (два раза) против Марлона Мораиса[12] и Фрэнки Эдгара[13].

## Статистика в смешанных единоборствах
| Боёв 23  | Побед 18 | Поражений 5 |
| -------- | -------- | ----------- |
| Нокаутом | 8        | 0           |
| Сдачей   | 3        | 1           |
| Решением | 7        | 4           |

| Результат | Рекорд | Соперник           | Способ                                                              | Турнир                                  | Дата             | Раунд | Время | Место                           | Примечание                                                                     |
| --------- | ------ | ------------------ | ------------------------------------------------------------------- | --------------------------------------- | ---------------- | ----- | ----- | ------------------------------- | ------------------------------------------------------------------------------ |
| Победа    | 18-5   | Дейвисон Фигейредо | TKO (травма ноги)                                                   | UFC on ESPN: Сэндхэген vs. Фигейреду    | 3 мая 2025       | 2     | 4:08  | Де-Мойн, Айова, США             | «Выступление вечера» (3)                                                       |
| Поражение | 17-5   | Умар Нурмагомедов  | Единогласное решение                                                | UFC on ABC: Сэндхэген vs. Нурмагомедов  | 3 августа 2024   | 5     | 5:00  | Абу-Даби, ОАЭ                   |                                                                                |
| Победа    | 17-4   | Роб Фонт           | Единогласное решение                                                | UFC on ESPN: Сэндхэген vs. Фонт         | 5 августа 2023   | 5     | 5:00  | Нэшвил, Теннесси, США           |                                                                                |
| Победа    | 16-4   | Марлон Вера        | Раздельное решение                                                  | UFC on ESPN: Вера vs. Сэндхэген         | 25 марта 2023    | 5     | 5:00  | Сан-Антонио, Техас, США         |                                                                                |
| Победа    | 15-4   | Сун Ядун           | TKO (остановка доктором)                                            | UFC Fight Night: Сэндхэген vs. Сун      | 17 сентября 2022 | 4     | 5:00  | Лас-Вегас, Невада, США          |                                                                                |
| Поражение | 14-4   | Пётр Ян            | Единогласное решение                                                | UFC 267                                 | 30 октября 2021  | 5     | 5:00  | Абу-Даби, ОАЭ                   | Бой за титул временного чемпиона UFC в легчайшем весе. «Лучший бой вечера» (2) |
| Поражение | 14-3   | Ти Джей Диллашоу   | Раздельное решение                                                  | UFC Fight Night: Сэндхэген vs. Диллашоу | 24 июля 2021     | 5     | 5:00  | Лас-Вегас, Невада, США          |                                                                                |
| Победа    | 14-2   | Фрэнки Эдгар       | Нокаут (летящее колено в голову)                                    | UFC Fight Night: Overeem vs. Volkov     | 6 февраля 2021   | 1     | 0:28  | Лас-Вегас, Невада, США          | «Выступление вечера» (2)                                                       |
| Победа    | 13-2   | Марлон Мораис      | Технический нокаут (удар ногой в голову с разворота и удары руками) | UFC Fight Night: Moraes vs. Sandhagen   | 11 октября 2020  | 2     | 1:03  | Абу-Даби, ОАЭ                   | «Выступление вечера» (1)                                                       |
| Поражение | 12-2   | Алджамейн Стерлинг | Удушающий приём (сзади)                                             | UFC 250: Nunes vs. Spencer              | 6 июня 2020      | 1     | 1:28  | Лас-Вегас, Невада, США          |                                                                                |
| Победа    | 12-1   | Рафаэл Асунсан     | Единогласное решение                                                | UFC 241: Cormier vs. Miocic 2           | 17 августа 2019  | 3     | 5:00  | Анахайм, Калифорния, США        |                                                                                |
| Победа    | 11-1   | Джон Линекер       | Раздельное решение                                                  | UFC Fight Night: Jacaré vs. Hermansson  | 27 апреля 2019   | 3     | 5:00  | Санрайз, Флорида, США           |                                                                                |
| Победа    | 10-1   | Марио Батиста      | Болевой приём (рычаг локтя)                                         | UFC Fight Night: Cejudo vs. Dillashaw   | 19 января 2019   | 1     | 3:31  | Бруклин, Нью-Йорк, США          |                                                                                |
| Победа    | 9-1    | Иури Алкантара     | Технический нокаут (удары)                                          | UFC Fight Night: Gaethje vs. Vick       | 25 августа 2018  | 2     | 1:01  | Линкольн, Небраска, США         | Возвращение в легчайший вес. «Лучший бой вечера» (1)                           |
| Победа    | 8-1    | Остин Арнетт       | Технический нокаут (удары)                                          | UFC on Fox: Jacaré vs. Brunson 2        | 27 января 2018   | 2     | 3:48  | Шарлотт, Северная Каролина, США |                                                                                |
| Победа    | 7-1    | Хосе Агайо         | Технический нокаут (удары коленом и локтями)                        | LFA 31                                  | 19 января 2018   | 1     | 1:07  | Финикс, Аризона, США            |                                                                                |
| Победа    | 6-1    | Луис Антониу       | Технический нокаут (удары)                                          | LFA 24                                  | 13 октября 2017  | 1     | 3:00  | Финикс, Аризона, США            |                                                                                |
| Поражение | 5-1    | Джамалл Эммерс     | Единогласное решение                                                | LFA 5                                   | 24 февраля 2017  | 3     | 5:00  | Брумфилд, Колорадо, США         |                                                                                |
| Победа    | 5-0    | Клей Уимер         | Единогласное решение                                                | Resurrection Fighting Alliance 43       | 9 сентября 2016  | 3     | 5:00  | Брумфилд, Колорадо, США         |                                                                                |
| Победа    | 4-0    | Джош Хубер         | Единогласное решение                                                | Sparta Combat League 50                 | 16 июля 2016     | 3     | 5:00  | Денвер, Колорадо, США           | Завоевал титул SCL в полулёгком весе.                                          |
| Победа    | 3-0    | Далтон Годдард     | Удушающий приём (треугольник)                                       | Paramount MMA 2016                      | 15 мая 2016      | 1     | 3:48  | Касл-Рок, Колорадо, США         |                                                                                |
| Победа    | 2-0    | Эндрю Теннесон     | Единогласное решение                                                | Resurrection Fighting Alliance 34       | 15 января 2016   | 3     | 5:00  | Брумфилд, Колорадо, США         | Дебют в полулёгком весе.                                                       |
| Победа    | 1-0    | Брюс Сессмен       | Удушающий приём (сзади)                                             | FTW: Prize Fighting Championship 9      | 30 мая 2015      | 1     | 1:36  | Уиллистон, Северная Дакота, США | Дебют в легчайшем весе.                                                        |